# Mereto di Tomba
Mereto di Tomba es una localidad y comune italiana de la provincia de Udine, región de Friuli-Venecia Julia, con 2.760 habitantes.

## Evolución demográfica
| Gráfica de evolución demográfica de Mereto di Tomba entre 1861 y 2001 |
|                                                                       |
| Fuente ISTAT - elaboración gráfica de Wikipedia                       |